# Giacomo Ceruti
Giacomo Antonio Melchiorre Ceruti (ur. 13 października 1698 w Mediolanie, zm. 28 sierpnia 1767) – włoski malarz barokowy tworzący w północnych Włoszech, w Mediolanie, Brescii i Wenecji. Posługiwał się pseudonimem Pitocchetto.
Jego twórczość nawiązywała do tradycji lombardzkiej i wzorowała się na malarstwie Caravaggia. W jego obrazach widać również wpływ Antonia Cifrondiego, Giacomo Todesco (Todeschini) i Carla Ceresa. W Brescii Ceruti pracował dla lokalnej arystokracji. Malował portrety i martwe natury oraz podejmował tematy religijne. Głównym jednak tematem obrazów były sceny z życia prostych ludzi, jak obraz Praczka (z ok. 1736) czy też Dziewczyna z psem.

## Dzieła malarza
- Praczka – z ok. 1736

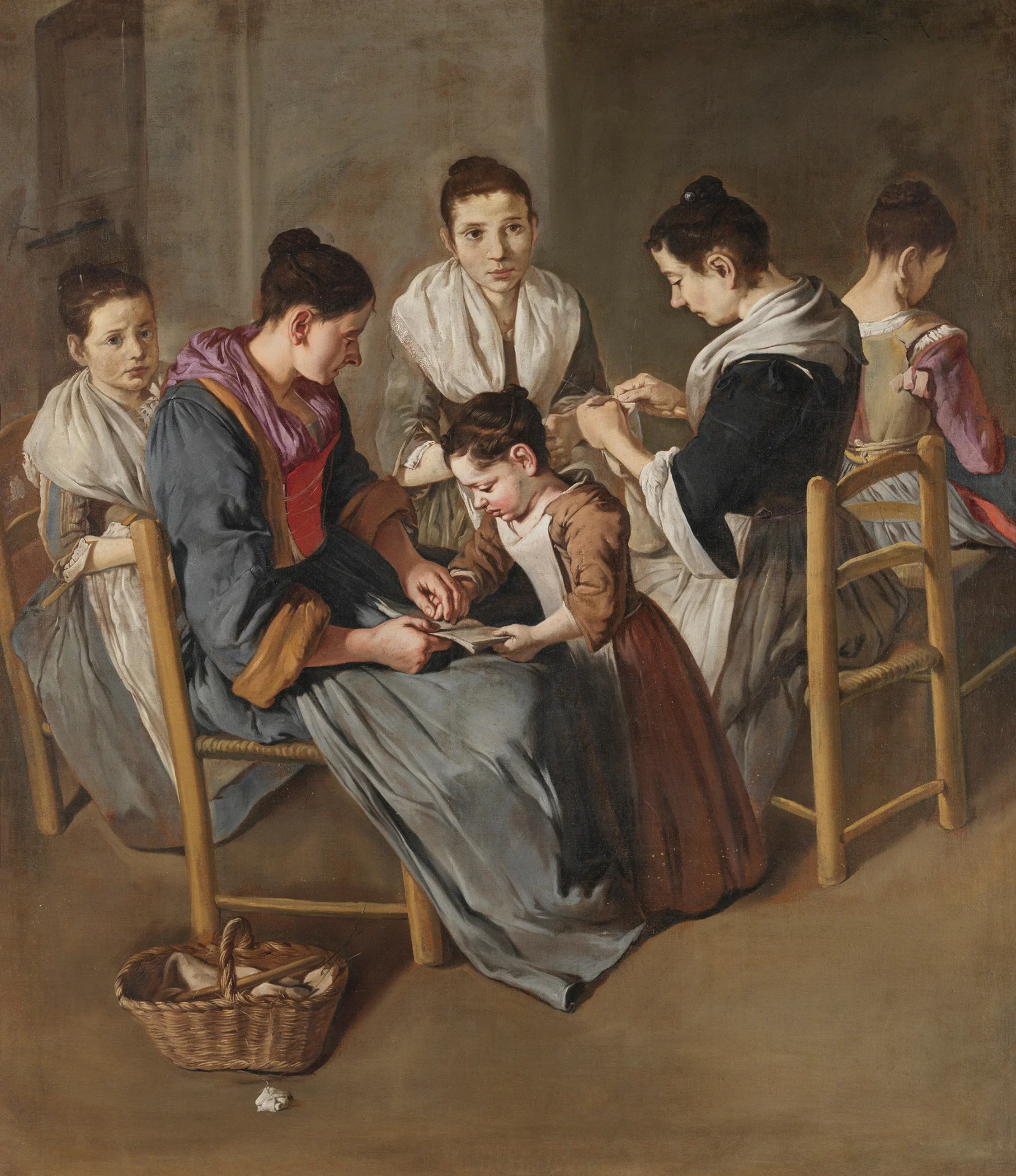
Szkoła dla dziewcząt

- Dziewczyna z psem –  1740, olej na płótnie 96,5 × 7,4 cm
- Siedzący mały tragarz z koszem, jajami i drobiem –  1730 Pinakoteka Brera